# Мадагаскар на Светском првенству у атлетици на отвореном 2022.
Мадагаскар је учествовао на 18. Светском првенству у атлетици на отвореном 2022. одржаном у Јуџину  од 15. до 25. јула осамнаести пут, односно учествовао је на свим првенствима до данас. Репрезентацију Мадагаскара представљала је 1 атлетичарка која се такмичила у трци на 100 метара препоне.,.
На овом првенству такмичарка Мадагаскара није освојила ниједну медаљу нити је остварила неки резултат.

## Учесници
Жене:
- Сидоние Фиаданантсоа — 100 м препоне

## Резултати

### Жене
| Атлетичарка          | Дисциплина    | Лични рекорд | Квалификација | Квалификација | Полуфинале            | Полуфинале            | Финале                | Финале       | Детаљи |
| Атлетичарка          | Дисциплина    | Лични рекорд | Резултат      | Место         | Резултат              | Место                 | Резултат              | Место        | Детаљи |
| -------------------- | ------------- | ------------ | ------------- | ------------- | --------------------- | --------------------- | --------------------- | ------------ | ------ |
| Сидоние Фиаданантсоа | 100 м препоне | 13,34        | 13,57         | 7. у гр. 3    | Није се квалификовала | Није се квалификовала | Није се квалификовала | 35 / 38 (42) |        |